# 農園 (絵画)
『農園』（のうえん、英: The Farm）はジョアン・ミロが1921年から1922年にかけて制作した油彩画。ミロの初期の代表作であり、友人のヘミングウェイが買い上げたことでよく知られる。

## 解説
この作品では、カタルーニャのモンロチの農家で見られる種々のモチーフが、写実的に描かれつつ画面上で再構成されている。そこには、対象に真摯に向き合うほど却って幻想の世界に入り込むミロの個性がよく現われている。ヘミングウェイは次のように語った。
この絵には、スペインへ行ってその土地で感じるすべてと、スペインから遠く離れていて感じるすべてがある。誰もほかに、こんなに相反した二つのものを同時に描きえた画家はいない。
これは、現実のスペインと空想のスペインが奇妙に結びつく『農園』の世界を巧みに言い当てている。
ミロは「モンロチの農場に実際にあったものをすべてこの絵に描きこんだ」と言う。しかしそこには二つの過程が存在する。一つは各々の事物の独立した存在感である。すなわち鶏小屋、バケツ、ジョウロ、トカゲ、…といった事物はいずれも個別の視点と縮尺によって克明な筆致で描かれ、それらは農家の生活感を確かに感じさせる。そしてもう一つは、それらの事物の考え抜かれた画面配置である。すなわちそれぞれの事物は、互いに呼応関係が生まれるよう数段に分かれた奥行き内に慎重に配置され、それによって画面内における存在意義（ブラックの言う「正当性」）が与えられた。結果として画面にある種の動きが生まれ、幻想的な一つの小宇宙が現出した。
この絵の構造はゆったりしていて、それでいてひどく手が込んでいる。その細密さは、葉脈や延命菊の細い茎も生と死の問題になるように見え、草の芽ばえのひとつひとつが十分の一ミリの大きさで、牧場の隅から隅まで描きこまれていて、カタロニアのプリミティブ画家を思わせる。—ジョルジュ・デュテュイ
『農園』は、それ以前の 4 年間にわたりミロが追求した「現実の描写」というテーマの延長上にある。すなわちこの作品は、ミロの写実絵画のひとつの到達点であり、彼の形成期の総決算と言える。この作品ののち、ミロはシュルレアリスムへの傾倒を強め、ディテールへの拘りはミロの作品から次第に消えていった。『農園』が世に知られるにつれ、多くの人が『農園』の画風へ戻るようミロに勧めたが、ミロがそれに従うことはなかった。

## 経緯

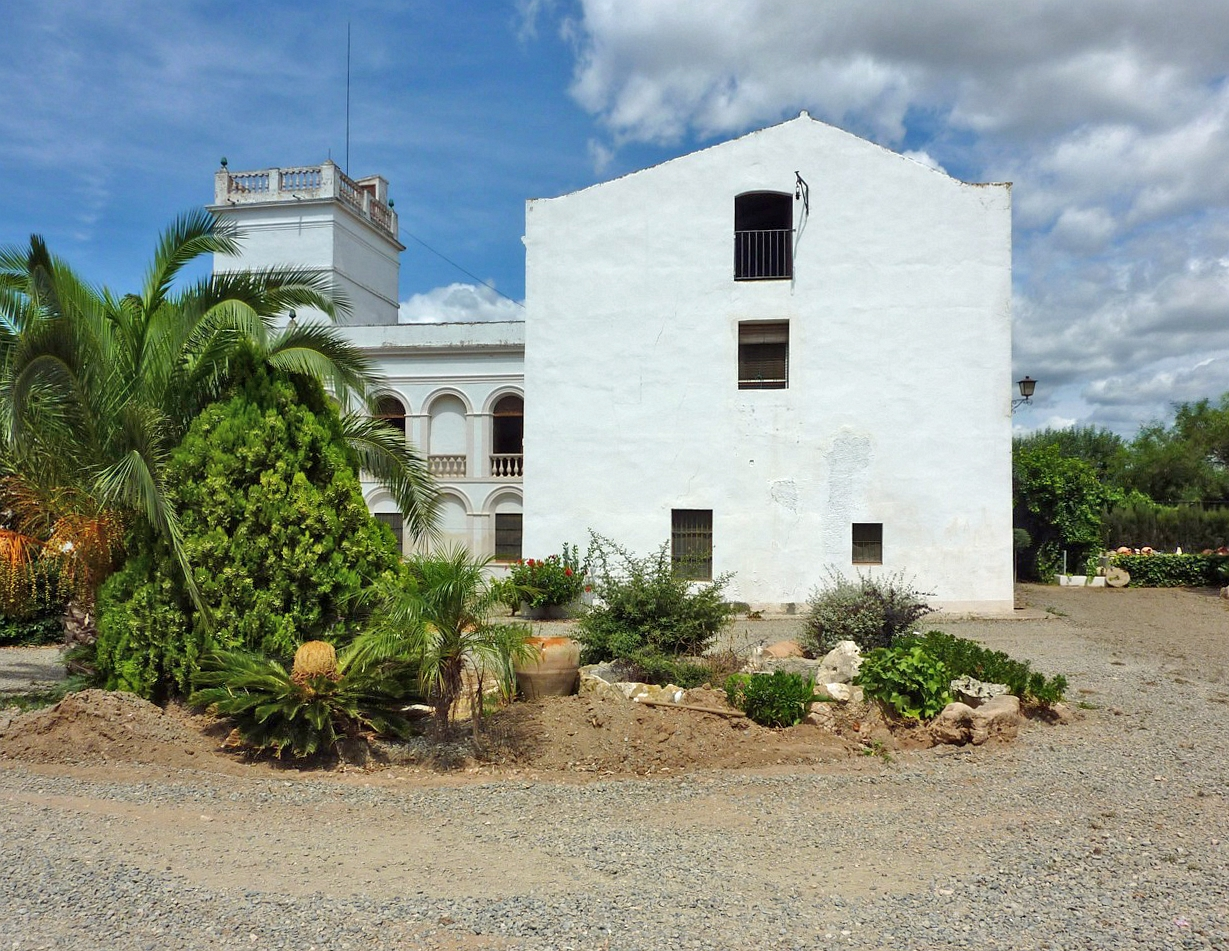
ミロ家の農場（マス・ミロ）の建物。このアングルで『農園』の左側に描かれた。

### 制作
ミロは1920年に初めてパリに居を定め、翌年にパリでは初めてとなる個展を開いた。しかしこの個展は散々な不評に終わり、ミロはモンロチにある父の農園に戻ると新しい大作に取りかかった。これが『農園』である。ミロは制作半ばでまたパリに戻ることになるが、この絵と共にわざわざモンロチの草を携えてゆき、それを写し取りながら制作を続けたという。『農園』は1922年にパリで完成した。
ミロはこの絵を売るべく、いくつかの画商を訪ねて回ったが、買い手はなかなか見つからなかった。ある画商からは、絵を切り刻みバラ売りすることを真顔で勧められる始末だった。依頼してモンパルナスのカフェに掛けられたこともあるが、興味を示す者はいなかった。

### ヘミングウェイ
最終的に『農園』は、ミロの親しいボクシング仲間だったヘミングウェイが買い上げた。上述のとおり、彼は『農園』にいたく感銘を受けていた。
私がはじめてミロを知った頃は、彼は金もなく、食うものもなくて、9ヶ月の間、明けても暮れても『農園』と題する大作にかかりきっていた。彼はこの絵を売ることも、身辺から離すこともいやがった。
と、愛着ある作品を生活のため売らざるを得なかったミロの葛藤をヘミングウェイは記している。ミロの代理人が『農園』につけた 5,000 フランは、まだ無名作家のヘミングウェイにとって大金だった。彼は友人の詩人エヴァン・シップマン（あるいはドス・パソスとも）と共に金策に駆け回り、ようやくこれを集めることができた。念願の絵を手にし、ヘミングウェイは非常に喜んだ。
『農園』はヘミングウェイの死後、1987年にマリー・ヘミングウェイによってワシントンのナショナル・ギャラリーに寄贈され、現在もそこに所蔵されている。